# Edu (Fußballspieler, 1978)
Edu, bürgerlich Eduardo César Daude Gaspar (* 15. Mai 1978 in São Paulo), ist ein ehemaliger brasilianischer Fußballspieler.

## Karriere
Edu begann seine fußballerische Karriere beim brasilianischen Spitzenklub Corinthians São Paulo. Er spielte in der Jugendmannschaft des Vereins, bis er 1998 in die Profimannschaft der Herren berufen wurde und sein erstes Spiel in der Campeonato Brasileiro de Futebol bestritt. Er wurde in seiner Zeit bei Corinthians zweimal Meister (1998, 1999) und einmal FIFA-Klubweltmeister (2000).
Zwei Jahre später wurde man auch in Europa auf Edus Talent aufmerksam; am 16. Januar 2001 unterschrieb er einen Vertrag beim englischen Premier-League-Klub FC Arsenal. Eigentlich sollte der Transfer schon im Sommer 2000 vollzogen werden, doch gab es Probleme, als herauskam, dass Edus portugiesischer Pass gefälscht war. Mit Hilfe seines Vaters, der italienische Wurzeln hat, bekam Edu einen italienischen Pass und konnte so für etwa 9 Millionen € zum FC Arsenal wechseln. Privat erlitt er einen Schickschalsschlag, als seine Schwester bei einem Verkehrsunfall ums Leben kam.
Bei seinem Debüt für Arsenal – 0:0 gegen Leicester City – verletzte er sich, so dass er in dieser Saison nur fünf Ligaspiele bestreiten konnte. Er wurde auch nicht für den brasilianischen Kader für die WM 2002 berücksichtigt. Nachdem die Verletzung auskuriert war, spielte er die beiden darauffolgenden Saisons durch. Die Spielzeit 2003/04 war seine beste Saison für Arsenal, er stand in insgesamt 30 Ligaspielen (2 Tore) auf dem Platz und wurde mit Arsenal Englischer Meister, ohne eine einzige Niederlage. Die anschließende Saison 2004/05 war er nicht ganz so erfolgreich, er verpasste die Saisonvorbereitung durch die Copa América und bestritt insgesamt nur 3 Ligaspiele über die volle Spielzeit.
Im Juli 2005 wechselte Edu nach anfänglichen Vertragsunstimmigkeiten ablösefrei zum spanischen Erstligisten Valencia CF. Er unterschrieb einen Vertrag bis 2010. Noch bevor die Saison begann, verletzte sich Edu beim Training, so dass er erst am 4. April gegen den FC Cádiz sein Debüt geben konnte. Zur Saison 2006/07 war Edu Stammspieler bei Valencia bis zum 11. Spieltag, als ihn wieder ein Kreuzbandriss aus der Bahn warf. Sein Comeback gab er ein gutes Jahr später am 13. Spieltag beim Spiel gegen Racing Santander. In jener Saison war er meistens nur Einwechselspieler, was sich auch in der Saison 2008/09 nicht änderte. Zur Saison 2009/10 wechselte er zurück zu seinem Heimatverein Corinthians São Paulo. 2011 beendete Edu seine aktive Laufbahn.
Direkt im Anschluss wurde Edu als Manager für Corinthians tätig. Später wechselte er zum nationalen Verband CBF. Für diesen wurde er als technischer Koordinator tätig. Aufgrund seiner erfolgreichen Zusammenarbeit mit Nationaltrainer Tite, wurde im Juli 2018 durch den CBF seine Vertragsverlängerung um vier Jahre bis zur Fußball-Weltmeisterschaft 2022 bekannt gegeben.

### Erfolge
Corinthians
- Brasilianischer Meister: 1998, 1999
- Staatsmeisterschaft von São Paulo: 1999
- Sieger beim Sao Paulo Jugend Cup: 1999
- FIFA-Klub-Weltmeisterschaft: 2000
- Copa do Brasil: 2009

Arsenal
- Englischer Meister: 2002, 2004
- FA-Cup-Sieger: 2002, 2003

Valencia
- Spanischer Pokal: 2008

## Nationalteam
Edu bestritt von 2004 bis 2005 16 Spiele für die brasilianische Fußballnationalmannschaft. Sein Seleção-Debüt feierte er am 28. April 2004 in einem Freundschaftsspiel gegen Ungarn. Mit Brasilien gewann er den Copa América 2004 und den Konföderationen-Pokal 2005. Er spielte auch in Qualifikationsspielen für die WM 2006, konnte an dieser wegen seiner Verletzung jedoch nicht teilnehmen.

### Erfolge
- Copa América: 2004
- Konföderationen-Pokal: 2005

## Sonstiges
Nachdem Edu bis 2004 nie für die brasilianische Nationalmannschaft berufen wurde, erwog er, da er mittlerweile auch über die englische Staatsbürgerschaft verfügte, sich für die englische Fußballnationalmannschaft zu empfehlen. Nachdem er später doch für Brasilien debütierte und für die Copa América nominiert wurde, gab er dieses Vorhaben auf.
Er hat eine Frau Paula, mit der er gemeinsam einen Sohn und eine Tochter hat.